# جیم آلدرتون
جیم آلدرتون (انگلیسی: Jim Alderton; ۶ دسامبر ۱۹۲۴ – ۱۹۹۸ (۷۳−۷۴ سال)) بازیکن فوتبال اهل انگلستان بود.
از باشگاه‌هایی که در آن بازی کرده‌است می‌توان به باشگاه فوتبال ولورهمپتون واندررز و باشگاه فوتبال کاونتری سیتی اشاره کرد.